# Торлаковац
Торлаковац је насељено место у Босни и Херцеговини у општини Доњи Вакуф. Административно припада Федерацији Босне и Херцеговине, односно њеном Средњобосанском кантону. Према попису становништва из 2013. у насељу је живело 629 становника, а већину популације чинили су Бошњаци.

## Становништво
По последњем службеном попису становништва из 2013. године у насељу Торлаковац живело је 629 становника. Етничку већину у селу чинили су Бошњаци.
| Националност | 2013. | 1991.        | 1981.        | 1971.        |
| Бошњаци      | —     | 718 (93,73%) | 553 (94,21%) | 160 (90,40%) |
| Срби         | —     | 38 (4,96%)   | 32 (5,45%)   | 14 (7,91%)   |
| Хрвати       | —     | 0            | 0            | 2 (1,13%)    |
| Југословени  | —     | 4 (0,52%)    | 0            | 0            |
| остали       | —     | 0            | 6 (0,78%)    | 0            |
| Црногорци    | —     | 0            | 2 (0,34%)    | 0            |
| Укупно       | 629   | 766          | 587          | 177          |